# Bartın
El riu Bartın (en turc: Bartın Çayı), conegut antigament com a Parteni (en grec: Παρθένιος), és un riu de Turquia, situat a la banda est de la mar Negra.
S'origina a les muntanyes d'Ilgaz, que pertanyen al sistema de les Muntanyes Pòntiques. El riu flueix cap al nord, passa per la Província de Bartın i desemboca a la mar Negra prop del poble de Boğaz formant un delta. Els últims 14 quilòmetres del riu Bartın, entre la ciutat de Bartın i la costa, són navegables. A l'antiguitat, marcava els límits entre Paflagònia i Bitínia.

## Mitologia
El riu (grec antic: Παρθένιος, llatí: Parthenius) ja és esmentat per Homer en la Ilíada. Els autors grecs explicaven que el seu nom derivava d'Àrtemis, perquè a aquesta deessa li agradava banyar-se a les seves aigües i caçar a les seves ribes, i també li encantava la puresa de les seves aigües.
Parteni és també una de les 25 divinitats fluvials que Hesíode cita a la Teogonia: fills d'Oceà i Tetis, i germans de les Oceànides.